# They Hung Him on a Cross
" They Hung Him on a Cross", también conocida como "Easter" y "He Never Said a Munblin Word", es una canción de folk espiritual americana. Ha sido grabada por Leadbelly y Nirvana, entre otros.

## Versiones de Leadbelly
Por lo menos cuatro versiones de "They Hung Him on a Cross" fueron grabadas por el músico de folk Leadbelly (nacido Huddie William Ledbetter). Su primera versión fue grabada en San Francisco en febrero de 1945, como parte de un medley con otros dos espirituales, "Every Time I Feel the Spirit" y "Swing Low, Sweet Chariot." Las otras tres versiones fueron grabadas durante las diferentes sesiones en Nueva York en 1948.